# 西蒋遗址
西蒋遗址，位于山东省临沂市费县新桥乡西西蒋村，是中华人民共和国山东省文物保护单位之一。
1992年6月12日，授予山东省文物保护单位，是一座古遗址。